# Tulpius
Tulpius Peckham & Peckham, 1896 è un genere di ragni appartenente alla famiglia Salticidae.

## Distribuzione
Le due specie oggi note di questo genere sono diffuse in Brasile, Guatemala e Panama.

## Tassonomia
A maggio 2010, si compone di due specie:
- Tulpius gauchus Bauab & Soares, 1983 — Brasile
- Tulpius hilarus Peckham & Peckham, 1896[2] — Guatemala, Panamá